# Kleinbautzen

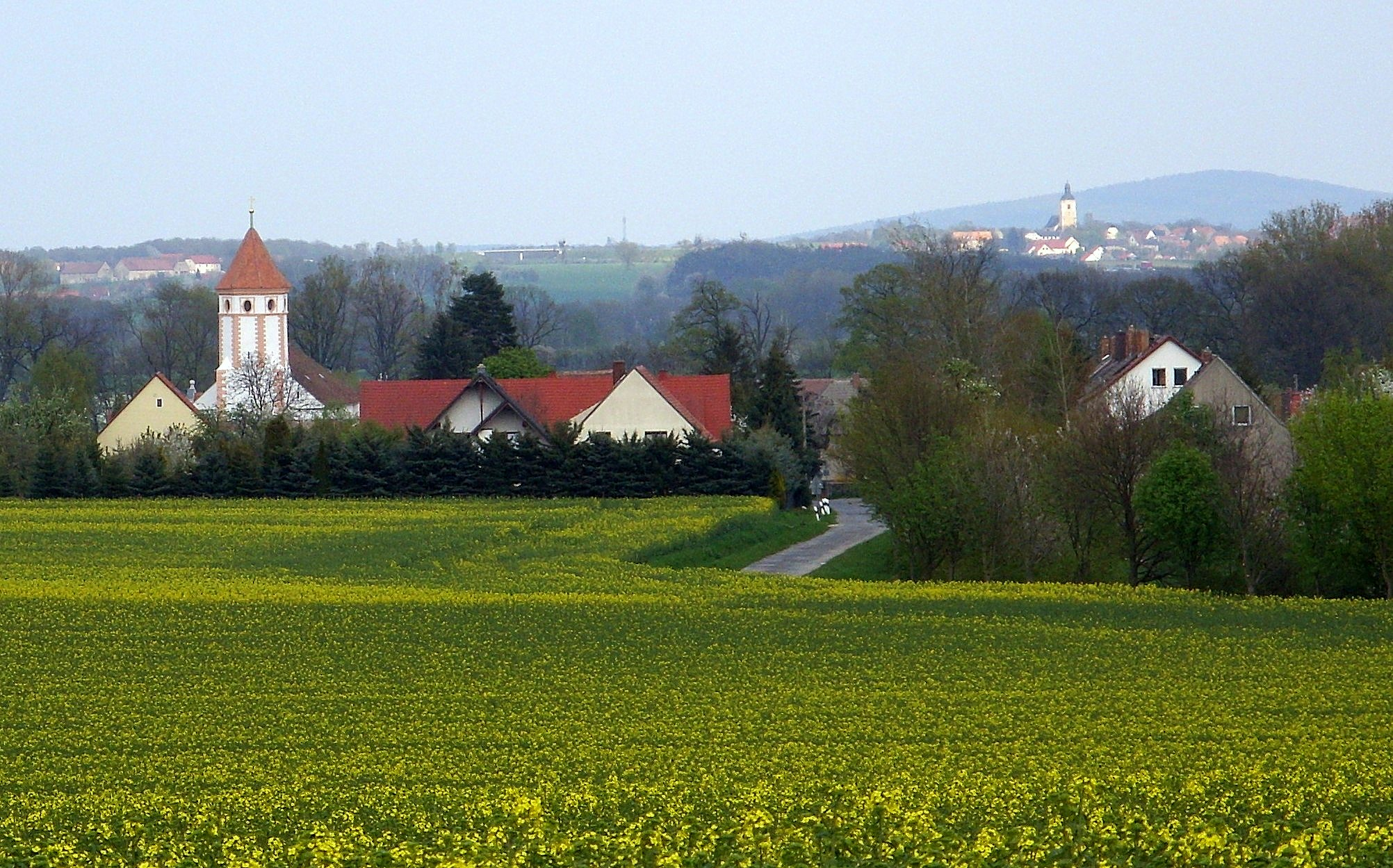
Blick von den Kreckwitzer Höhen in Richtung Osten auf Kleinbautzen. Im Hintergrund sind die Kirche von Gröditz (8 km) und dahinter der Hochstein (22 km) zu sehen.

Kleinbautzen, obersorbisch Budyšinkⓘ, ist ein Dorf in der Oberlausitz mit knapp 400 Einwohnern. Es liegt im ostsächsischen Landkreis Bautzen und gehört seit 1994 zur im sorbischen Siedlungsgebiet gelegenen Gemeinde Malschwitz. Nach Malschwitz und Baruth ist es der nach Einwohnerzahl drittgrößte Ortsteil der Gemeinde.

## Geographie
Kleinbautzen liegt im Oberlausitzer Gefilde etwa 8 km nordöstlich von Bautzen nördlich des Albrechtsbaches und östlich der Kreckwitzer Höhen (bis 196 m) auf etwa 156 m ü. NN. Es ist ein erweitertes Gassendorf; im südöstlichen Teil des Ortes befindet sich ein Gutshof.

## Geschichte

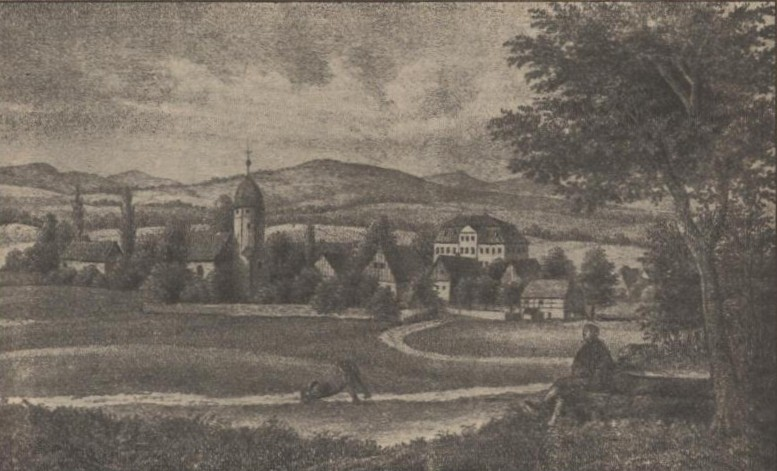
Kleinbautzen um 1840

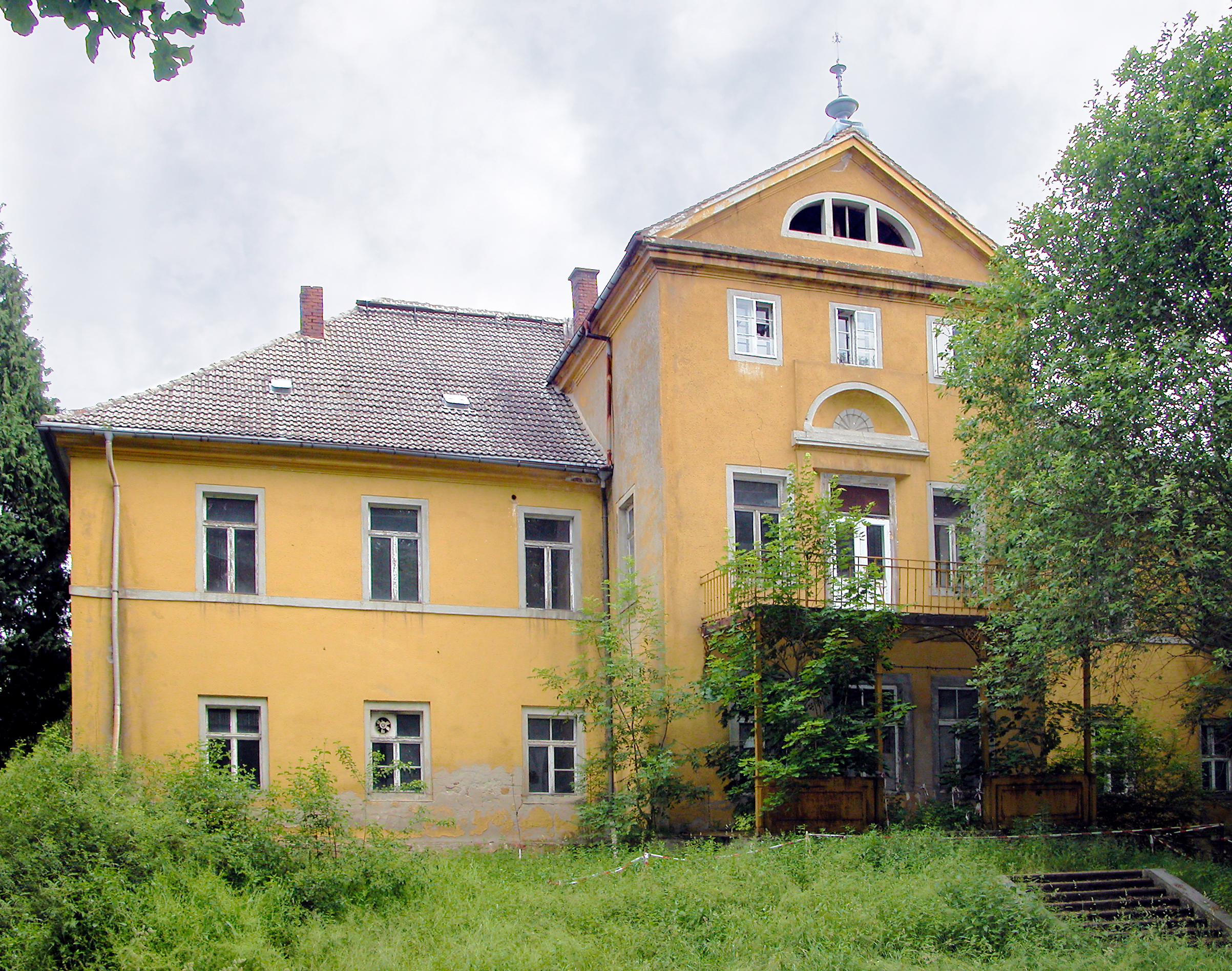
Das Herrenhaus des Kleinbautzener Rittergutes

Es wird angenommen, dass sich schon vor dem Jahr 1000 an dieser Stelle ein Gut befand, das der Versorgung der Ortenburg diente. Nach der Eroberung der Gegend durch die Deutschen wurde daraus ein königliches Allodium. Später ging das heutige Ortsgebiet in den Besitz der Stadt Bautzen über, die hier ein Landgut errichtete. Dieses wird erstmals 1419 als Bawdessen erwähnt; später auch treffend mit villa Budissin bezeichnet. Der heutige Name taucht erstmals 1580 in der Form Klein Baudissen auf.
Am 21. Mai 1813 kam es in den Kreckwitzer Höhen bei Kleinbautzen zu einem entscheidenden Gefecht im Zuge der Schlacht bei Bautzen. Das Hauptkampfgebiet dieser Schlacht befand sich nördlich des Ortes; dieser wurde nahezu komplett zerstört.
Für seine Statistik über die sorbische Bevölkerung in der Oberlausitz ermittelte Arnošt Muka in den achtziger Jahren des 19. Jahrhunderts eine Bevölkerungszahl von 239 Einwohnern; davon waren 214 Sorben (90 %) und 25 Deutsche. 1956 lag der sorbischsprachige Bevölkerungsanteil in der Gemeinde noch bei 51,4 %.
1936 wurde das Nachbardorf Preititz eingemeindet. Im Dezember 1941 wurde der sorbische Kleinbautzener Pfarrer Gerhard Wirth wegen antinationalsozialistischer Predigten aus seiner Gemeinde ausgewiesen.
Bis 1994 war Kleinbautzen eine eigenständige Landgemeinde, bevor es sich mit den Gemeinden Malschwitz und Niedergurig zur neuen Gemeinde Malschwitz vereinigte.

## Kleinbautzener Kirche

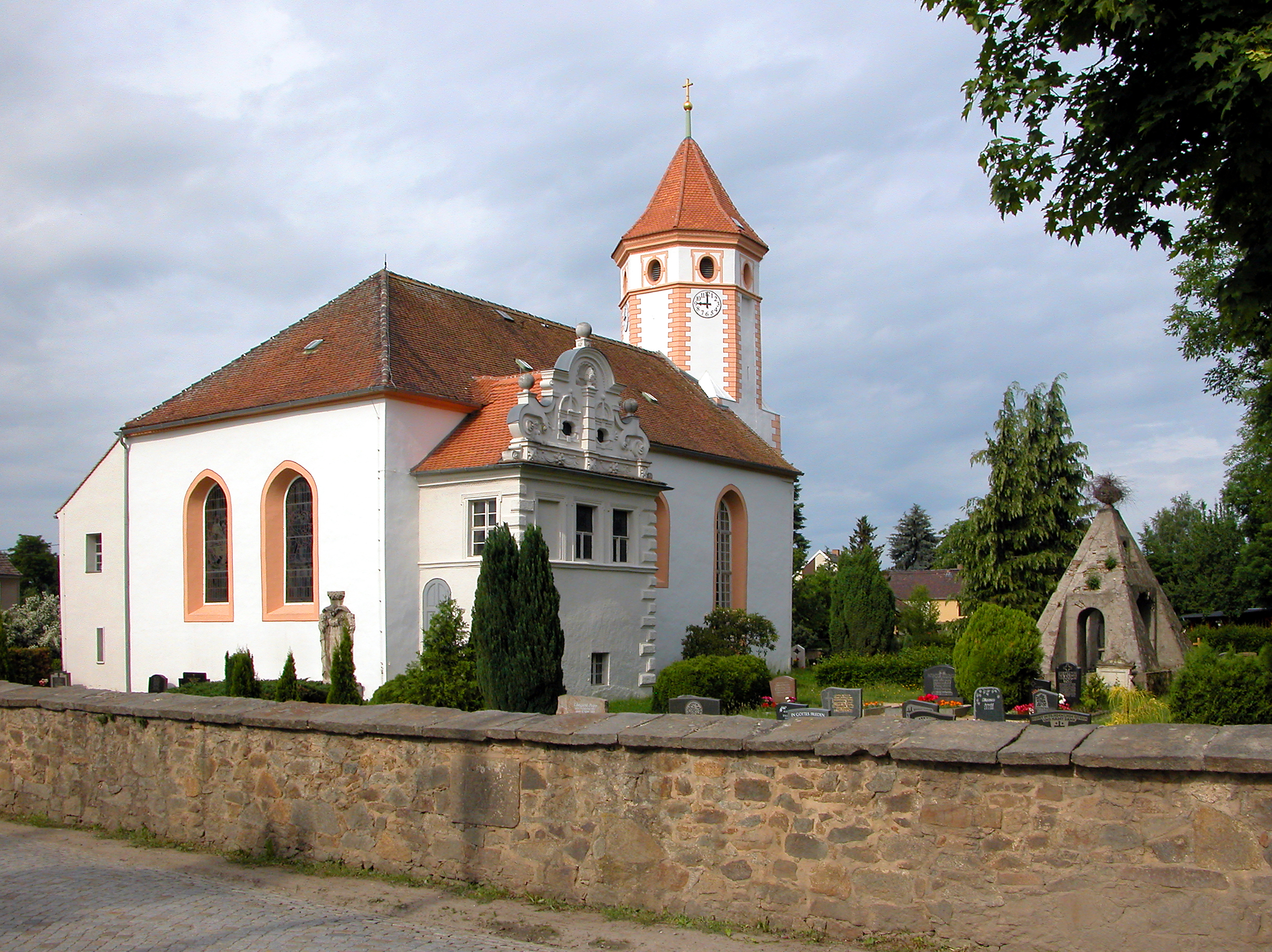
Kleinbautzener Kirche von Nordost und Friedhof mit Pyramide

Die Kleinbautzener Kirche in ihrer jetzigen Gestalt und die Ausstattung ist aus dem ausgehenden 17. Jahrhundert. Zwei wesentliche Bau- und Ausstattungsphasen (1675/1681) prägen den Kirchenbau. Bemerkenswert sind der Altar und die beiden Herrschaftslogen an Nord- bzw. Südseite. Stilistisch zeigt sich an deren Schnitzwerk der Übergang von der Renaissance zum Barock.
Seit 2004 sind umfangreiche Sanierungs- und Restaurierungsarbeiten im Außen- und Innenbereich ausgeführt worden.
Im oberen Innenwandbereich konnte eine ehemals umlaufende Festonmalerei aufgefunden werden, auch sind die Emporenbrüstungen von 1680 restauratorisch freigelegt worden. Unter der mehrschichtigen Ölüberfassung konnten Malereien mit Darstellungen von Propheten aus dem Alten Testament aufgedeckt und restauriert werden.
Letzte Restaurierungsaktivitäten konzentrierten sich 2012 auf die Konservierung der Epitaphanlage des Carl Heinrich von Nostitz (gest. 1684) und seiner Frau Barbara Elisabeth; geb. von Ziegler-Klipphausen.
Im Rahmen des Lausitzer Musiksommers und anderer Anlässe bildet die Kirche einen würdigen Rahmen für Renaissancemusik-Konzerte u. ä.

## Wirtschaft
Kleinbautzen ist vorwiegend landwirtschaftlich geprägt. Der regional bedeutende Agrarbetrieb Budissa AG betreibt am Rand des Ortes eine große Milchviehanlage mit angeschlossener Biogasanlage.

### Verkehr
Kleinbautzen befindet sich nur wenige Hundert Meter nördlich der Autobahn 4, jedoch ist die nächste Anschlussstelle (Bautzen-Ost) 7 km entfernt. Lokalstraßen verbinden Kleinbautzen mit Malschwitz (3 km), Preititz (2 km) und Purschwitz (1 km). 2 km südlich befindet sich der Flugplatz Bautzen.

## Persönlichkeiten
- Adam Gottlob Schirach, 1748–1773 Pfarrer zu Kleinbautzen, Bienenzüchter
- Lubina Holanec-Rawpowa, Konzertorganistin, geboren 1927 in Kleinbautzen

## Sehenswürdigkeiten
- Teufelsstein (mutmaßliches Sonnenheiligtum)
- Siehe auch: Liste der Kulturdenkmale in Kleinbautzen